# Abārak
Abārak (persiska: ابهرک, ابارک) är en ort i Iran.   Den ligger i provinsen Alborz, i den norra delen av landet, 40 km nordväst om huvudstaden Teheran. Abārak ligger 1 858 meter över havet och antalet invånare är 378.
Terrängen runt Abārak är bergig österut, men västerut är den kuperad. Runt Abārak är det mycket tätbefolkat, med 10 000 invånare per kvadratkilometer. Närmaste större samhälle är Karaj, 13,2 km sydväst om Abārak. Trakten runt Abārak består i huvudsak av gräsmarker.